# Església fortificada de Prejmer
L'església fortificada de Prejmer (en romanès: Biserica fortificată din Prejmer; alemany: Kirchenburg von Tartlau) és una església fortificada luterana a Prejmer (Tartlau), al comtat de Brașov, a la regió de Transsilvània de Romania i a la zona etnogràfica de Burzenland. L'església va ser fundada pels cavallers teutònics germànics i, finalment, va ser presa per la comunitat saxona de Transsilvània. Inicialment, fou una església catòlica romana, però es va convertir en luterana després de la reforma. Juntament amb el poble dels voltants, l'església forma part dels pobles amb esglésies fortificades a Transsilvània que és Patrimoni de la Humanitat per la UNESCO.

## Descripció

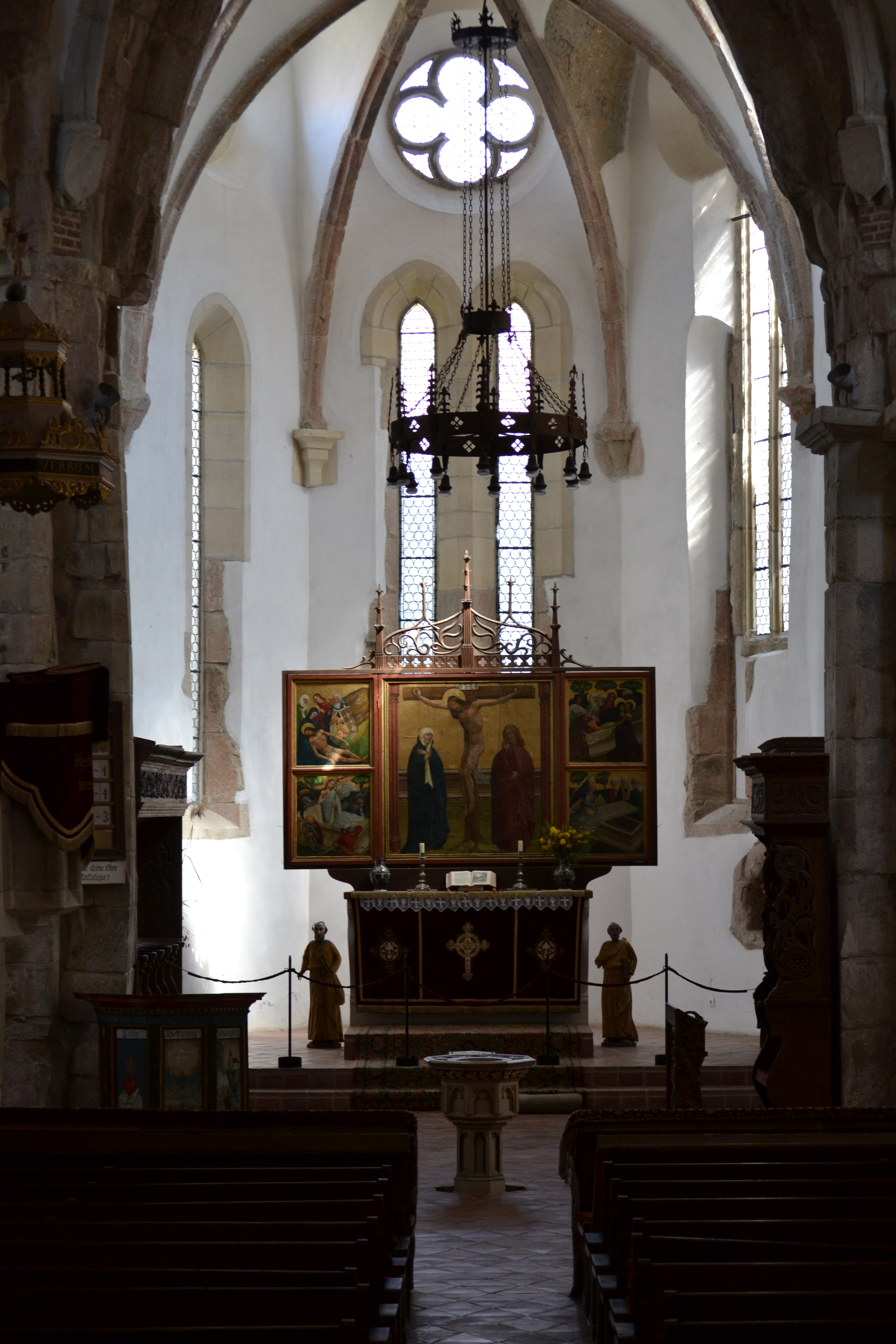
Interior

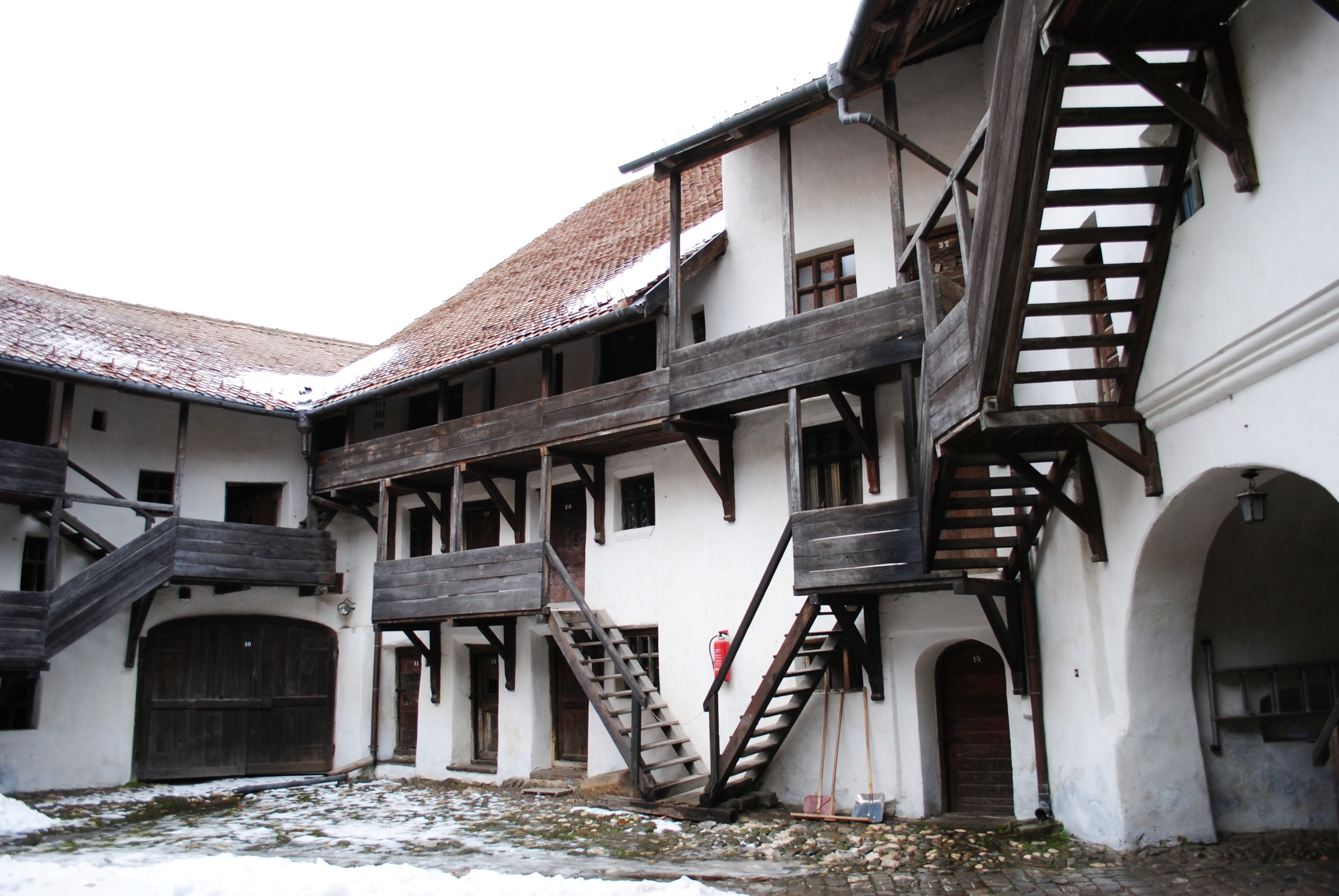
Barbacana

### Fons i església
Cap al 1211, el rei Andreu II d'Hongria va permetre als cavallers establir-se al voltant de Prejmer, on van començar a construir una església el 1218, d'estil gòtic. Van situar-hi el pal de creu grega, l'únic d'aquest tipus a Transsilvània, però que es troba en algunes esglésies del nord-est d'Alemanya. Després de la seva expulsió el 1225, els cistercencs, que van prendre el relleu el 1240, van acabar l'església.
El retaule tríptic, el més antic de la província, data cap al 1450. El plafó principal està unit a plafons laterals pintats a les dues cares, a dos nivells. La peça sencera representa escenes de la Passió de Crist. La Crucifixió és el tema central, quatre vegades la mida dels altres panells, més de la meitat d'aquest panell és daurat. Els panells laterals anteriors mostren el Rentat dels peus, l'Últim sopar, la Flagel·laciói el Judici de Caifàs; a la part posterior hi ha les Dones que Ploren, l'Enterrament, la Resurrecció i les Portadores de Mirra. Les figures són simples i reduïdes a l'essencial, els seus moviments restringits o fins i tot estàtues, la seva indumentària impertorbable. Els fons són superficials, i els interiors només mostren una lleugera atenció a la perspectiva geomètrica. Els colors són vius, amb els vermells donats a una brillantor particular pel fons daurat. L'artista és desconegut, però presumptament va formar-se a l'escola vienesa. El 1461 es va afegir un campanar sobre el centre de l'església. La forma de la creu grega es va modificar entre 1512 i 1515: es van afegir dues naus laterals de mida desigual mentre es va ampliar la principal. L'interior és senzill i no té traces de frescos, mentre que les pintures del segle xix van ser retirades durant la restauració.

### Fortificacions i reconeixement
Quan les forces otomanes o altres invasors travessaven el pas de Buzău, Prejmer va ser el primer lloc on es van trobar; el poble va ser destruït més de 50 vegades entre els segles XIII i XVII, mentre que l'església només va ser capturada poques vegades. A causa d'aquesta posició estratègica, l'església va ser fortament fortificada als segles XV-XVI. Després que Sigismund de Luxemburg ordenés la construcció de sistemes defensius a Burzenland, es van construir murs forts i alts i envoltats d'un fossat ple d'aigua. Sembla que un túnel unia l'església amb l'exterior. Les parets circulars tenen fins a 5 m de gruix i arriben als 12 m d'alçada. Les parets circulars envolten l'església, mentre que una segona paret més petita s'assenta damunt del passadís arquejat de la porta d'entrada. Altres característiques defensives inclouen cinc torres i un merlet. A la part interior del mur, hi ha quatre nivells que contenen habitacions i espai d'emmagatzematge i recolzats per la merla. Les més de 270 habitacions podrien oferir refugi a uns 1600 vilatans en cas d'atac. L'entrada al complex s'efectua a través d'un túnel de 30 m de llargada protegit per un rastell amb reixes de fusta reforçades per ferro i potents portes de roure. A la dreta de l'entrada hi ha una gran barbacana.

L'església de Prejmer fou sovint danyada o alterada, amb l'última etapa d'ampliacions i modificacions que es produeixen al segle xviii. L'església es va restaurar a la seva forma original després d'una restauració entre 1960 i 1970. El lloc és ara un museu, els visitants poden veure algunes de les sales de la paret, pujar per les nombroses escales i recórrer els passadissos que s'uneixen al llarg de la paret, arribant finalment als merlets de l'exterior. El 1999, Prejmer, juntament amb cinc llocs més, es va afegir al ja llistat Biertan per formar els pobles amb esglésies fortificades a Transsilvània, Patrimoni de la Humanitat per la UNESCO. A més, l'església està catalogada com a monument històric pel Ministeri de Cultura i Afers Religiosos de Romania, i s'enumeren com a entrades separades: el mur i les habitacions interiors, el mur exterior, la barbacana, el merlet i la galeria arquejada. 

Església fortificada de Prejmer
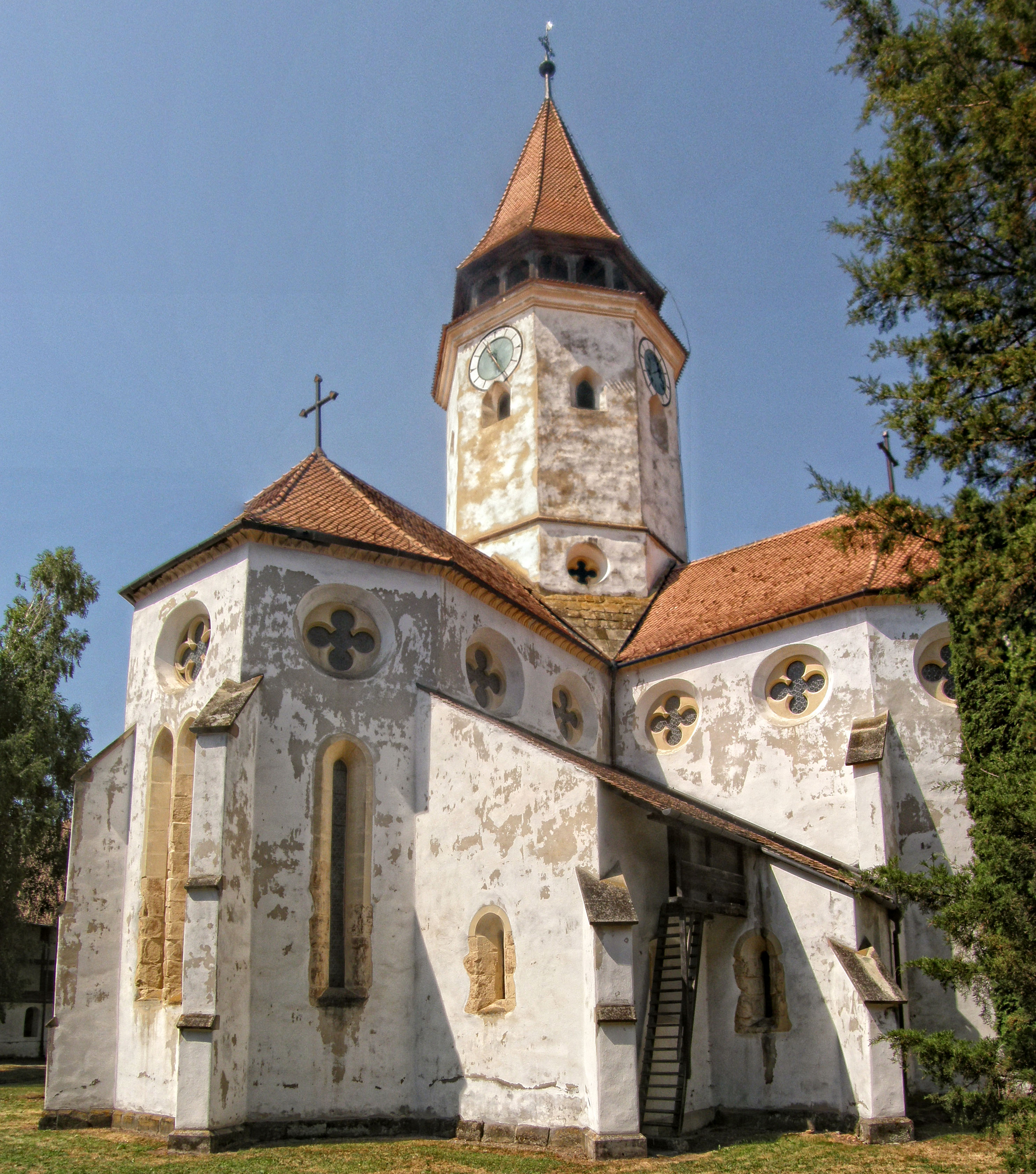
Església
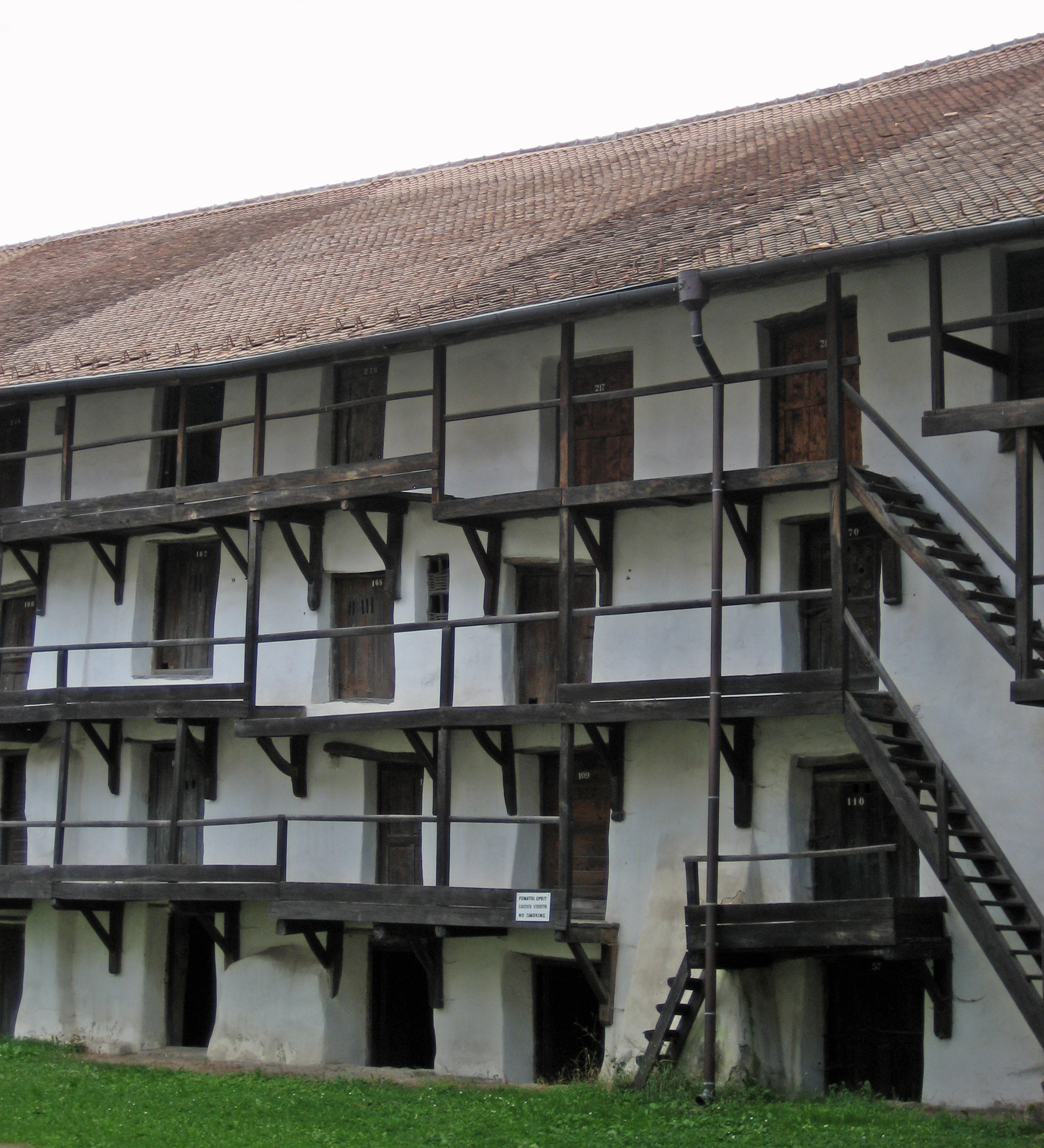
Habitacions
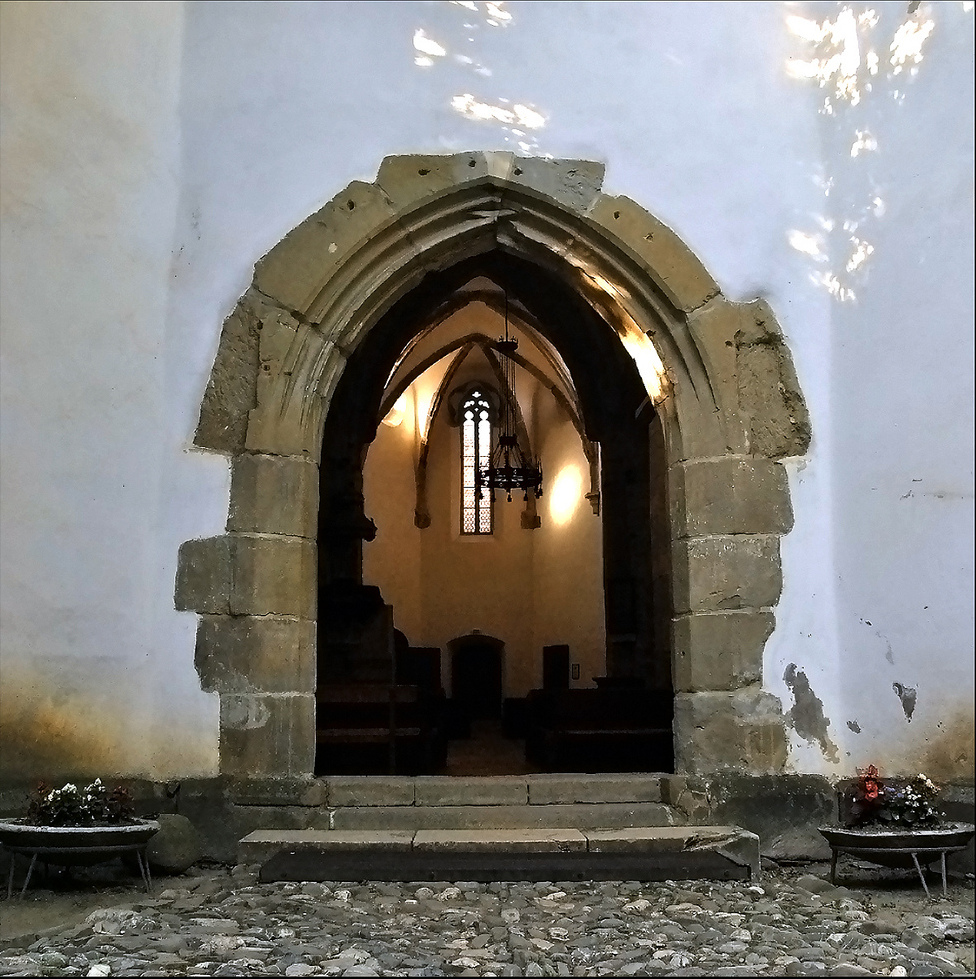
Entrada de l'església
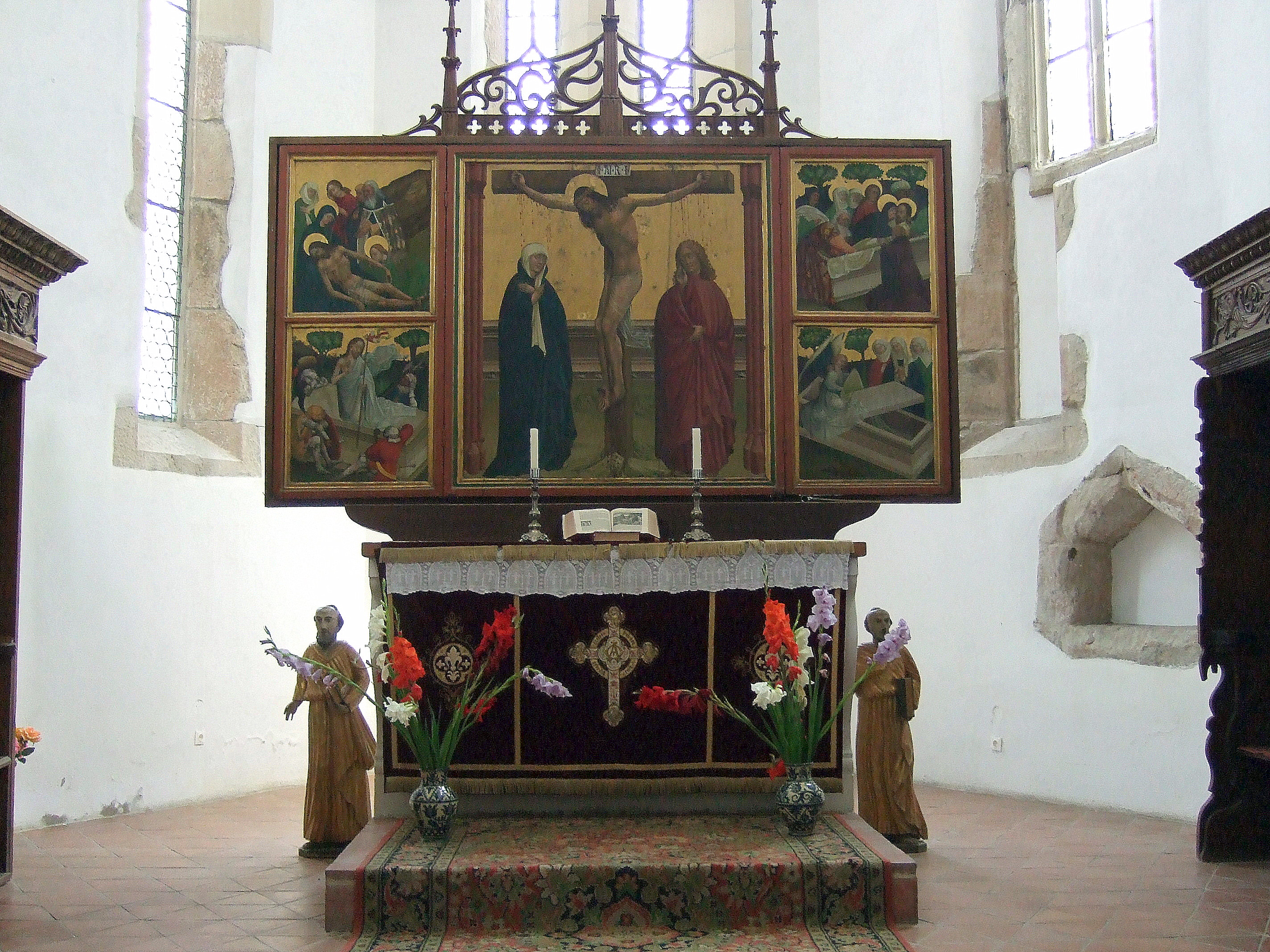
Altar
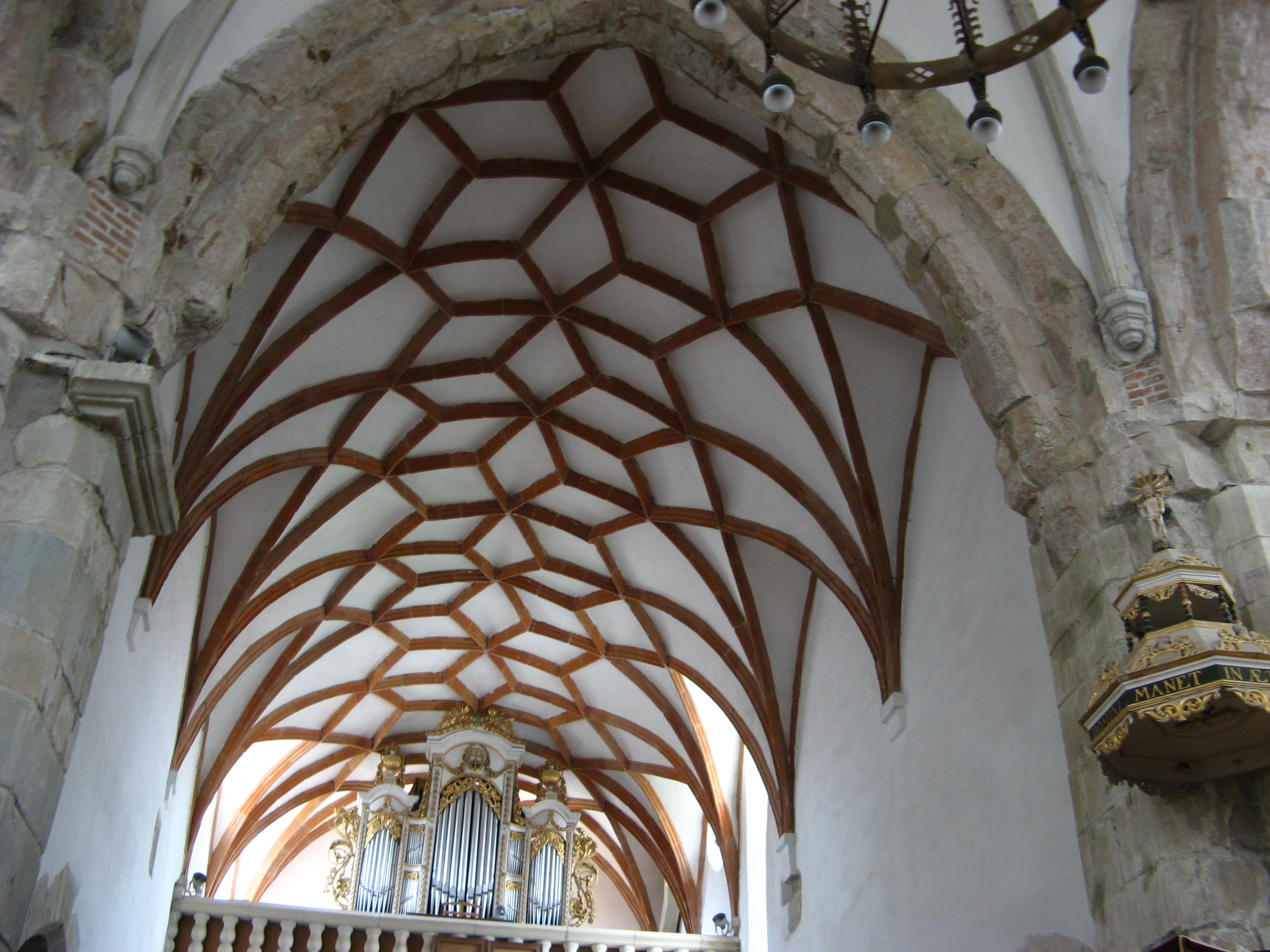
Sostre i orgue
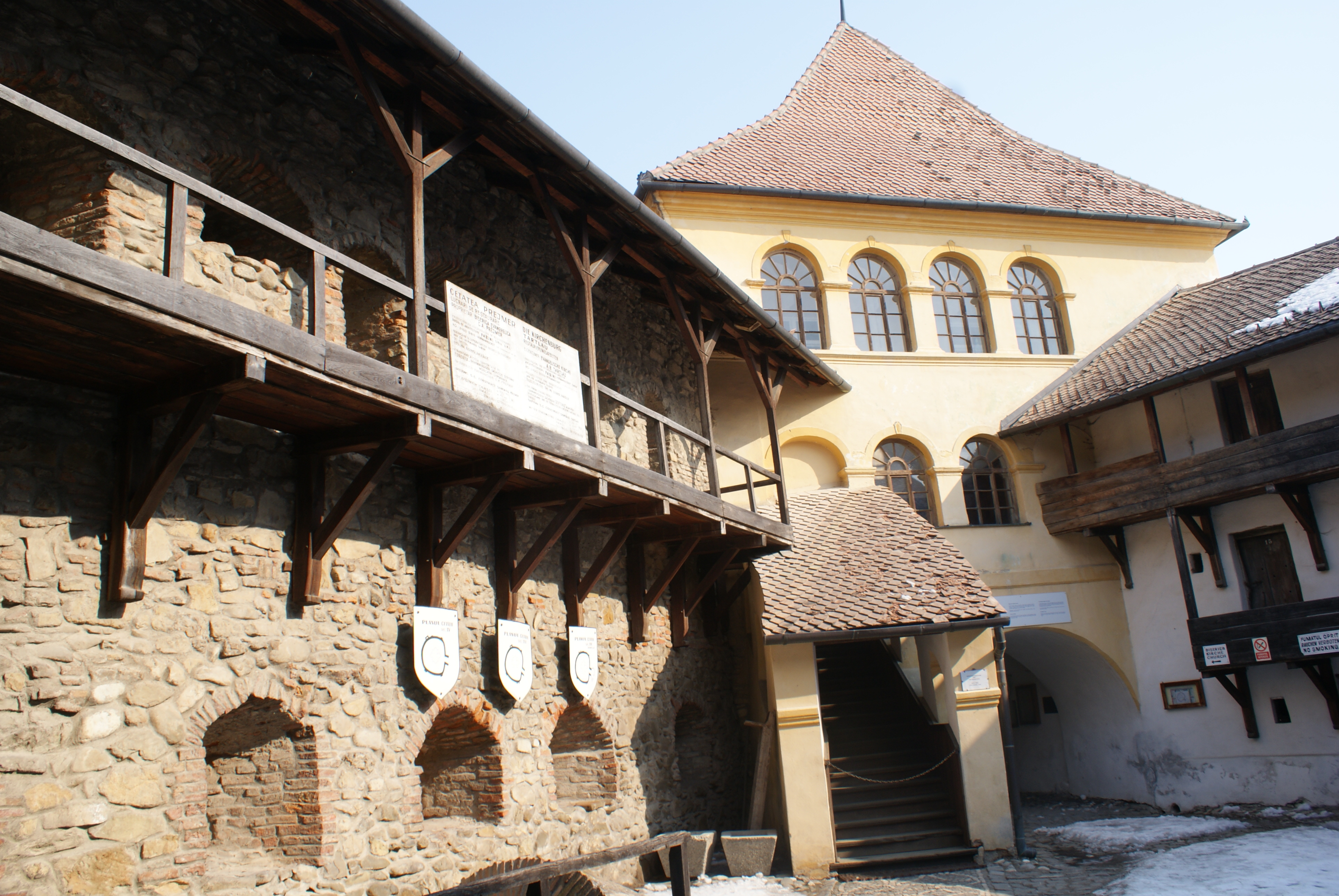
Merlet
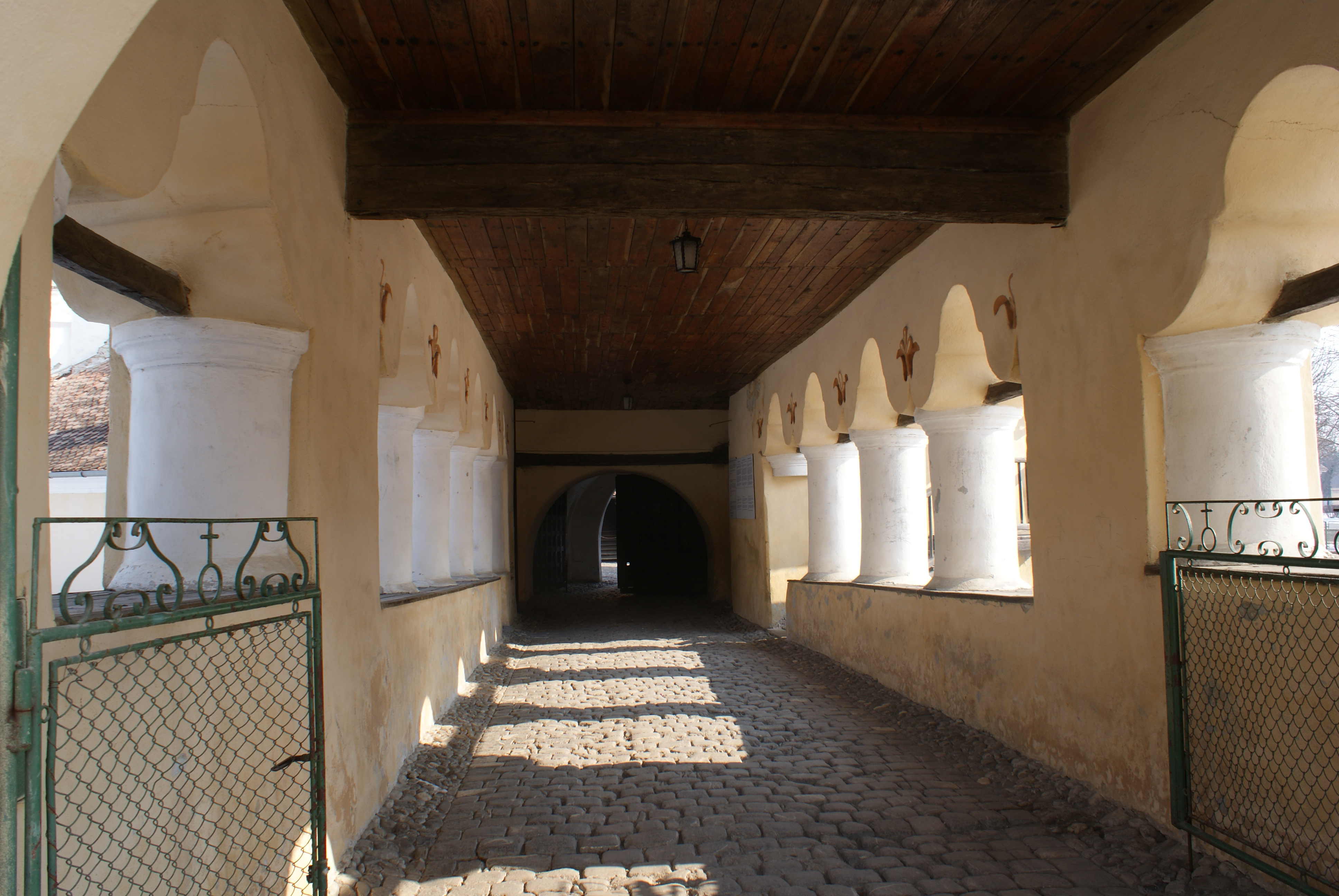
Galeria arquejada
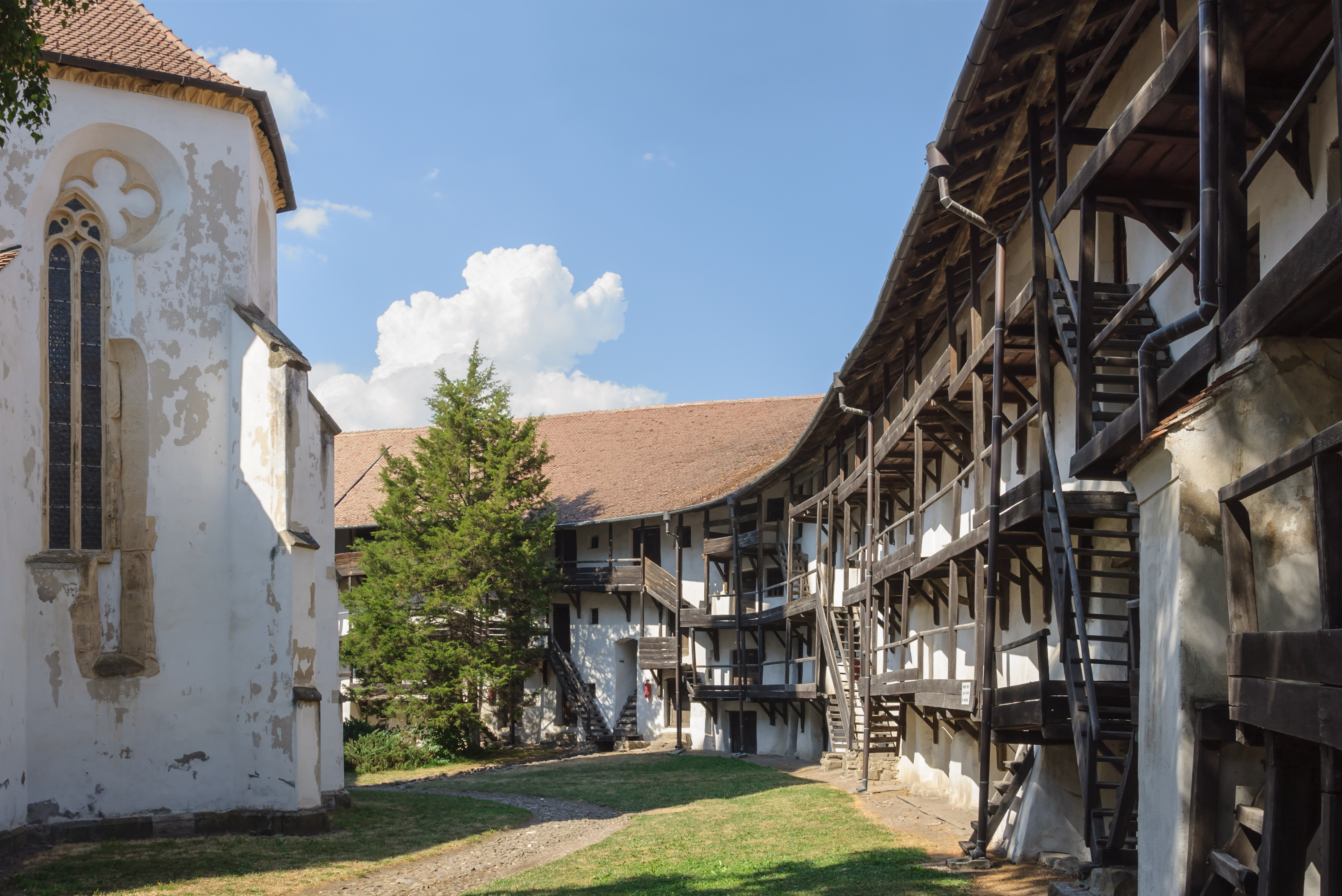
Pati interior
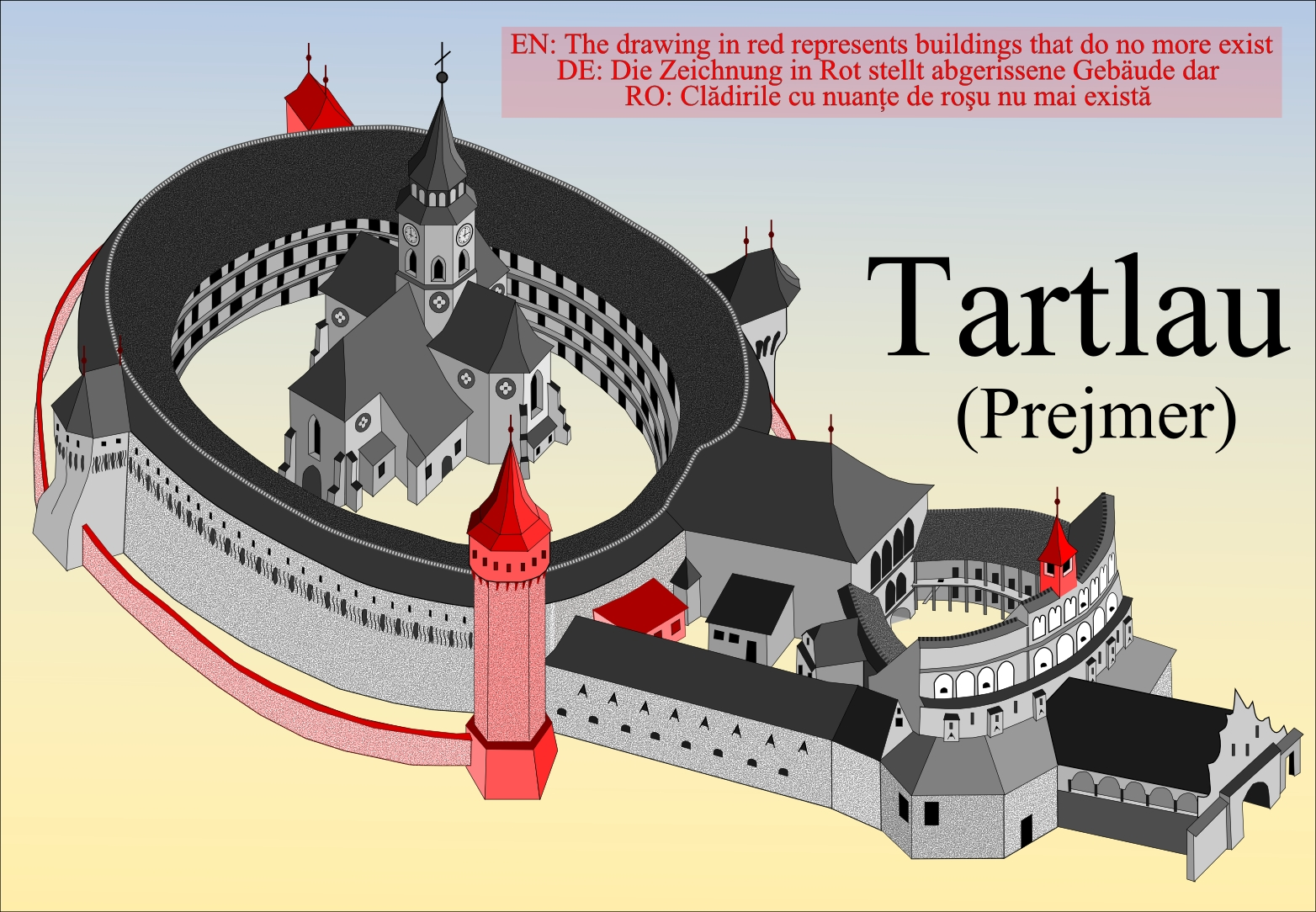
Plànol